# Audi Q3
De Audi Q3 is een compacte Sports Utility Vehicle van het Duitse automerk Audi. De cross-over is na de Q7 en de Q5 het derde "Q-model" van Audi.

## Eerste generatie (8U)

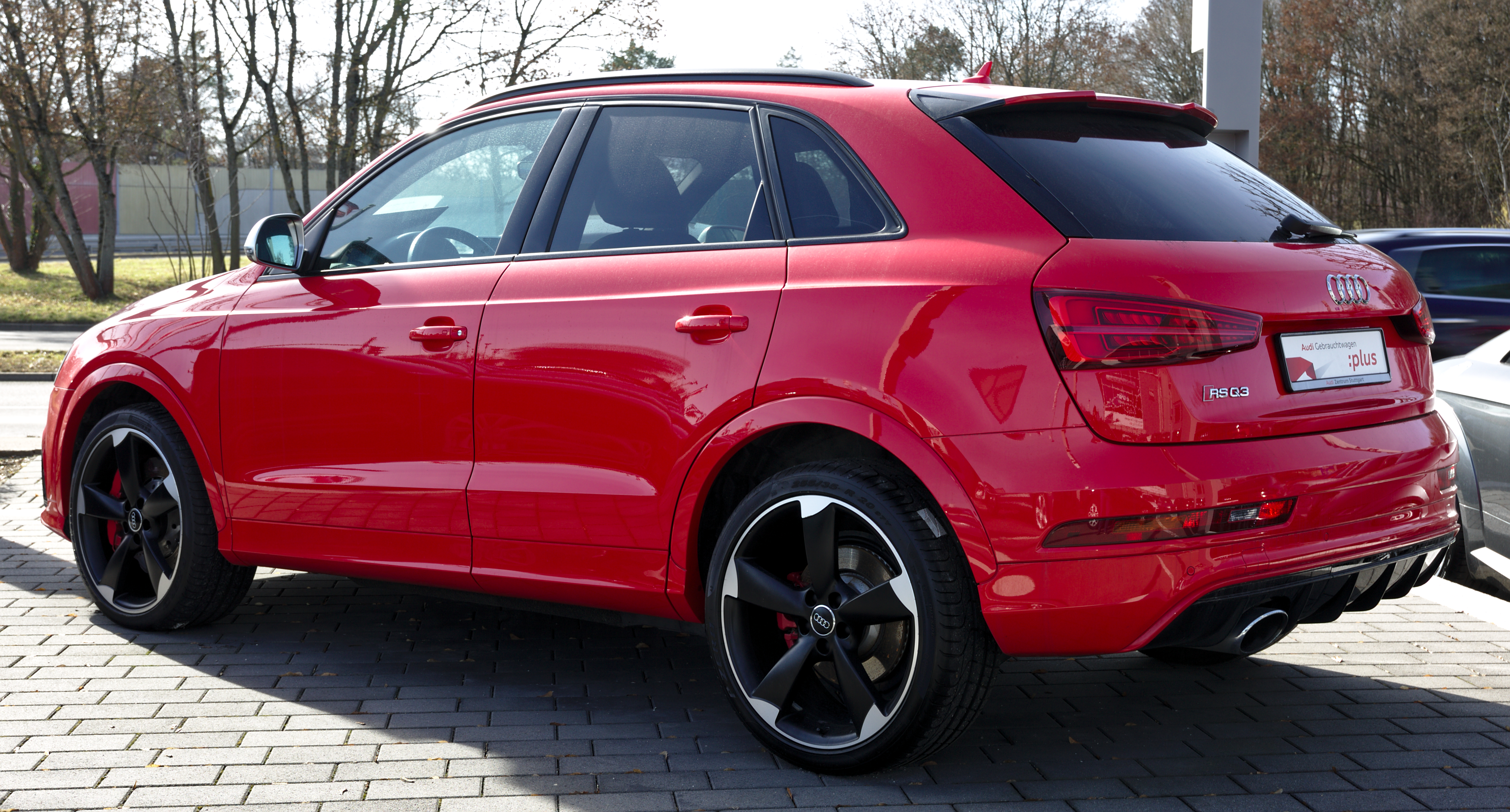
Audi RS Q3

De Q3 deelt zijn basis met de Volkswagen Tiguan die op het platform van de Volkswagen Golf is gebouwd. Hierdoor is hij technisch ook verwant aan de Audi A3 en Audi TT die eveneens van dit platform gebruikmaken. De auto werd 2011 gepresenteerd en kwam aan het einde 2011 op de markt. In 2015 werd de Q3 gefacelift. Hij concurreert grofweg met de BMW X1 en de Mercedes-Benz GLA-klasse. De Q3 wordt in de Seat fabriek in Martorell geassembleerd.
De Audi Q3 werd voor het eerst gepresenteerd op de Amsterdamse AutoRAI 2011.

### Techniek
Door de dwarse plaatsing van de motoren heeft de Q3 de mogelijkheid om de DSG-bakken van Volkswagen (S tronic bij Audi) te gebruiken.
Niet alle modellen worden standaard met quattro vierwielaandrijving geleverd zoals bij de Audi Q7 wel het geval is. De basismodellen hebben voorwielaandrijving. Het quattro-systeem omvat een Haldex-koppeling net als bij de Audi A3 en Audi TT en geen Torsen-differentieel zoals bij zijn grotere broers.

### Motoren
De gegevens van de basis uitvoeringen:
| Q3 2011-2015  | Q3 2011-2015 | Q3 2011-2015 | Q3 2011-2015 | Q3 2011-2015   | Q3 2011-2015   | Q3 2011-2015 | Q3 2011-2015   | Q3 2011-2015 |
| Benzine       | Benzine      | Benzine      | Benzine      | Benzine        | Benzine        | Benzine      | Benzine        | Benzine      |
| Type          | Motor        | Vermogen     | Koppel       | Aandrijving    | Gewicht        | 0–100 km/u   | Topsnelheid    | Jaartal      |
| ------------- | ------------ | ------------ | ------------ | -------------- | -------------- | ------------ | -------------- | ------------ |
| 1.4 TFSI      | 4-in-lijn    | 150 pk       | 250 Nm       | voor           | 1360 kg        | 9,2 s        | 203 km/u       | 2013 - 2015  |
| 2.0 TFSI      | 4-in-lijn    | 170 pk       | 280 Nm       | quattro        | 1485 kg        | 8,2 s        | 212 km/u       | 2011 - 2015  |
| 2.0 TFSI      | 4-in-lijn    | 211 pk       | 300 Nm       | quattro        | 1540 kg        | 6,9 s        | 230 km/u       | 2011 - 2015  |
| 2.5 TFSI (RS) | 5-in-lijn    | 310 pk       | 420 Nm       | quattro        | 1630 kg        | 5,5 s        | 250 km/u       | 2013 - 2015  |
| Diesel        |              |              |              |                |                |              |                |              |
| Type          | Motor        | Vermogen     | Koppel       | Aandrijving    | Gewicht        | 0–100 km/u   | Topsnelheid    | Jaartal      |
| 2.0 TDI       | 4-in-lijn    | 140 pk       | 320 Nm       | voor / quattro | 1420 / 1510 kg | 9,9 / 9,9 s  | 202 / 197 km/u | 2012 - 2015  |
| 2.0 TDI       | 4-in-lijn    | 177 pk       | 380 Nm       | quattro        | 1560 kg        | 8,2 s        | 212 km/u       | 2011 - 2015  |

| Q3 2015-2018              | Q3 2015-2018 | Q3 2015-2018 | Q3 2015-2018 | Q3 2015-2018   | Q3 2015-2018   | Q3 2015-2018 | Q3 2015-2018   | Q3 2015-2018 |
| Benzine                   | Benzine      | Benzine      | Benzine      | Benzine        | Benzine        | Benzine      | Benzine        | Benzine      |
| Type                      | Motor        | Vermogen     | Koppel       | Aandrijving    | Gewicht        | 0–100 km/u   | Topsnelheid    | Jaartal      |
| ------------------------- | ------------ | ------------ | ------------ | -------------- | -------------- | ------------ | -------------- | ------------ |
| 1.4 TFSI                  | 4-in-lijn    | 125 pk       | 220 Nm       | voor           | 1360 kg        | 10,8 s       | 194 km/u       | 2016 - 2018  |
| 1.4 TFSI                  | 4-in-lijn    | 150 pk       | 250 Nm       | voor           | 1360 kg        | 9,2 s        | 204 km/u       | 2015 - 2018  |
| 2.0 TFSI                  | 4-in-lijn    | 180 pk       | 320 Nm       | voor / quattro | 1395 / 1480 kg | 8,2 / 7,6 s  | 217 / 201 km/u | 2015 - 2018  |
| 2.0 TFSI                  | 4-in-lijn    | 220 pk       | 350 Nm       | quattro        | 1540 kg        | 6,4 s        | 233 km/u       | 2015 - 2018  |
| 2.5 TFSI (RS)             | 5-in-lijn    | 340 pk       | 450 Nm       | quattro        | 1630 kg        | 4,8 s        | 250 km/u       | 2015 - 2017  |
| 2.5 TFSI (RS Performance) | 5-in-lijn    | 367 pk       | 465 Nm       | quattro        | 1630 kg        | 4,4 s        | 270 km/u       | 2016 - 2017  |
| Diesel                    |              |              |              |                |                |              |                |              |
| Type                      | Motor        | Vermogen     | Koppel       | Aandrijving    | Gewicht        | 0–100 km/u   | Topsnelheid    | Jaartal      |
| 2.0 TDI                   | 4-in-lijn    | 150 pk       | 340 Nm       | voor / quattro | 1420 / 1510 kg | 9,6 / 9,3 s  | 204 / 204 km/u | 2015 - 2018  |
| 2.0 TDI                   | 4-in-lijn    | 184 pk       | 380 Nm       | voor / quattro | 1495 / 1560 kg | 8,2 / 7,9 s  | 219 / 219 km/u | 2015 - 2018  |

## Tweede generatie (F3)

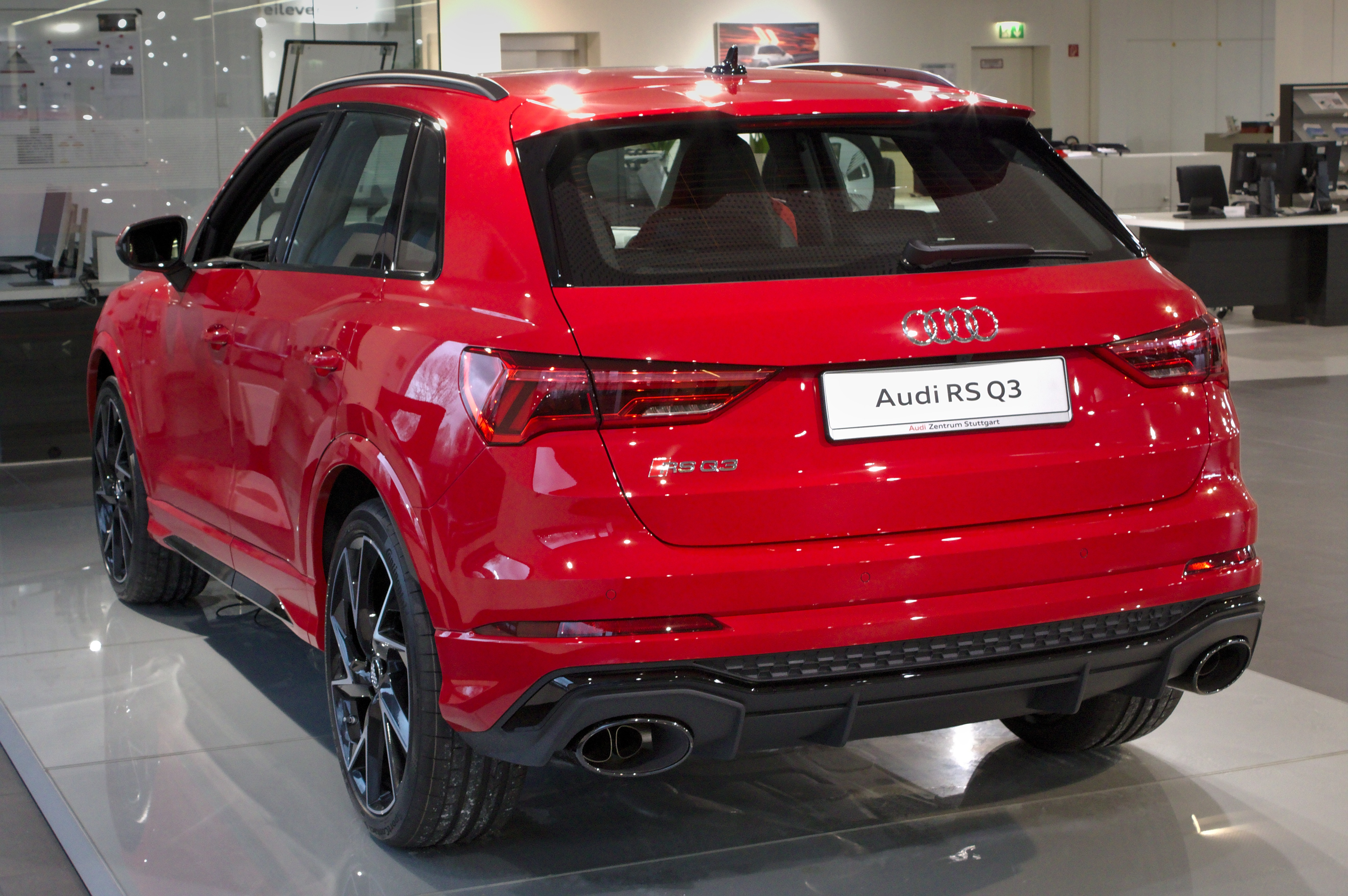
Audi RS Q3

Eind 2018 kwam de nieuwe generatie van de Audi Q3 uit. Hij werd 17 cm langer en daarmee ook groter. Ook het interieur kreeg een volledige facelift. Zo werd het kleine navigatiescherm vervangen door twee grotere schermen. De afwerking van de lichten zijn ietwat verwant met die van de Q5 en de Q7.

### Motoren
De gegevens van de basisuitvoeringen:
| Q3 2018-heden | Q3 2018-heden | Q3 2018-heden | Q3 2018-heden | Q3 2018-heden | Q3 2018-heden | Q3 2018-heden | Q3 2018-heden | Q3 2018-heden | Q3 2018-heden |
| Benzine       | Benzine       | Benzine       | Benzine       | Benzine       | Benzine       | Benzine       | Benzine       | Benzine       | Benzine       |
| Aanduiding    | Type          | Motor         | Vermogen      | Koppel        | Aandrijving   | Gewicht       | 0–100 km/u    | Topsnelheid   | Jaartal       |
| ------------- | ------------- | ------------- | ------------- | ------------- | ------------- | ------------- | ------------- | ------------- | ------------- |
| 35 TFSI       | 1.5 TFSI      | 4-in-lijn     | 150 pk        | 250 Nm        | voor          | 1435 kg       | 9,6 s         | 211 km/u      | 2018 - heden  |
| 45 TFSI       | 2.0 TFSI      | 4-in-lijn     | 230 pk        | 350 Nm        | quattro       | 1595 kg       | 6,3 s         | 233 km/u      | 2018 - heden  |
| Diesel        |               |               |               |               |               |               |               |               |               |
| Aanduiding    | Type          | Motor         | Vermogen      | Koppel        | Aandrijving   | Gewicht       | 0–100 km/u    | Topsnelheid   | Jaartal       |
| 35 TDI        | 2.0 TDI       | 4-in-lijn     | 150 pk        | 320 Nm        | voor          | 1555 kg       | 9,2 s         | 207 km/u      | 2018 - heden  |
| 40 TDI        | 2.0 TDI       | 4-in-lijn     | 190 pk        | 400 Nm        | quattro       | 1670 kg       | 8,0 s         | 221 km/u      | 2018 - heden  |